# Virus de la rage
Lyssavirus rabies
Espèce
Synonymes
- Rabies lyssavirus (ICTV, 2015)
- Rabies virus (ICTV, 1971)

Classification phylogénétique
- Espèce : lyssavirus de la rage
  - Virus de la rage

Le virus de la rage, dont le nom scientifique est Lyssavirus rabies, est un rhabdovirus infectant les vertébrés, surtout les mammifères autres que l’homme, ce dernier étant un hôte accidentel de ce virus. La rage provoquée par ce virus neurotrope est une encéphalomyélite qui entraîne toujours la mort du porteur dès lors que des signes et des symptômes de la maladie sont apparus. La transmission du virus de la rage se fait principalement par effraction de la barrière cutanée, le plus souvent par morsure. Il peut également être transmis par griffure ou par léchage de plaies ou de muqueuses ainsi que par aérosols. Cette zoonose est à l'origine de la mort de plus de 50 000 personnes chaque année à travers le monde, essentiellement (95 %) en Afrique et en Asie.

## Structure
Le virus de la rage fait partie de la famille des Rhabdoviridae qui ont pour caractéristiques de posséder comme génome un ARN monocaténaire non segmenté et de sens négatif. Il ne possède ni coiffe ni queue polyA. Ce microorganisme fait entre 130 et 300 nm de long pour un diamètre de 60 à 80 nm. Son génome a une longueur d'environ 12 kilobases. Il est composé de 5 gènes, séparés les uns des autres par de courtes séquences non codantes et terminées par un signal de polyadénylation :
- gène N pour nucléoprotéine : l’association d’environ 2000 molécules de la protéine N (capside) et de l’ARN formera la nucléocapside. Cette dernière est dense est adopte une structure hélicoïdale à allure de ressort.
- gène P pour phosphoprotéine : cofacteur de la protéine L
- gène M pour protéine de matrice : protéines M tapissant la face intérieure de l’enveloppe, importantes dans le processus d’assemblage des virions
- gène G pour glycoprotéine : important dans processus de fixation
- gène L pour large : ARN polymérase ARN-dépendante ayant plusieurs activités enzymatiques dont la multiplication de l’ARN et la production de protéines virales. Associée au cofacteur P, ils forment le complexe polymérase.

Le génome est également composé d’un site promoteur où se fixe la transcriptase ainsi que d’une séquence signal d’encapsidation. L’enveloppe virale est composée d’une bicouche lipidique d’origine cellulaire et dans laquelle sont insérées des spicules (trimères de la glycoprotéine G) qui permettent aux virions de se fixer aux récepteurs cellulaires. Les spicules ont un effet antigénique car ils induisent la production d’anticorps anti-G qui empêchent les virions de se fixer à leurs récepteurs. Ces anticorps possèdent par ailleurs des épitopes induisant une réponse immune cellulaire T. Le fait de posséder une enveloppe rend ce virus fragile, il ne résiste pas des températures supérieures à 50 °C, les ultraviolets, la lumière, les solutions savonneuses, les solvants des lipides (éther, chloroforme) mais il peut résister à la putréfaction. Les protéines N et P sont également des antigènes qui stimulent respectivement la synthèse de lymphocytes T helpers et de lymphocytes T cytotoxiques.

## Transmission
Les réservoirs de ce virus sont des animaux sauvages dans lesquels il peut rester très longtemps. Ces animaux vont également servir de vecteurs car lorsqu’ils sont infectés deviennent des excréteurs du virus à travers leur salive. Le mode de transmission le plus fréquent est la morsure par un animal infecté. Il se retrouvera accidentellement chez l’homme à la suite de la transmission le plus souvent par des animaux domestiques infectés. Moins fréquemment, il peut être transmis par griffure, léchage de plaies ou de muqueuses ainsi que par manipulation d’un animal mort et plus rarement par aérosols.
Il peut également y avoir transmission homme-homme du virus par l’intermédiaire de greffe de cornée. Ce mode de transmission est exceptionnel, tout comme les contaminations accidentelles en laboratoire.

## Cycle de réplication
La cible du virus de la rage est le cerveau et plus particulièrement le système limbique. La particularité de ce virus est qu’il ne détruit pas les cellules dans lesquelles il se multiplie.

### Fixation
Le récepteur du virus de la rage n’est pas encore complètement identifié. Cependant de nombreuses expériences ont permis de découvrir plusieurs molécules intervenant dans le processus de fixation telles que des gangliosides, des phospholipides, des sucres et également des glycoprotéines. Les récepteurs nicotiniques, les récepteurs NCAM (neural cell adhesion molecule), le récepteur métabotropique au glutamate et le récepteur de basse affinité du NGF (nerve growth factor) joueraient un rôle important dans l’infection des neurones et des cellules musculaires. La protéine G permet aux virus de se fixer aux récepteurs cellulaires. La nature des récepteurs ainsi que leur densité au niveau de la surface cellulaire jouent un rôle important dans le tropisme du virus de la rage.

### Pénétration
Afin de pénétrer dans une cellule cible, le virus de la rage va être endocyté après s’être fixé à un récepteur cellulaire. Le pH acide de l’endosome dans lequel il a été internalisé entraîne un changement conformationnel de la protéine G qui possède désormais des propriétés fusogéniques. S’ensuit alors la fusion des membranes virale et endosomiale et libération de la nucléocapside dans le cytoplasme. Il existe également une autre façon pour le virus de libérer son contenu dans le cytoplasme cellulaire qui est par fusion de sa membrane avec la membrane cytoplasmique.

### Éclipse
C’est la phase de synthèse virale. Lorsque la nucléocapside se retrouve dans le cytoplasme, le complexe polymérase est libéré, la protéine P va se placer au niveau du promoteur unique se trouvant au début du génome et va faciliter le positionnement de la protéine L. Cette protéine possède quatre sites enzymatiques :
- polymérase ARN dépendante : transcriptase et réplicase
- méthylase : pour la coiffe des ARN messagers
- poly A polymérase : pour la queue des ARN messagers
- protéine kinase : phosphorylation de la protéine P

Il est à noter que c’est la concentration en protéine N qui détermine l’activité du complexe polymérase. À faible concentration, la protéine L par son activité de transcriptase va synthétiser premièrement les cinq ARN messagers en reconnaissant un signal « on » au début de chaque gène. Il y a également un signal « off », courte séquence séparant les gènes, qui comprend une courte séquence poly U qui correspond à la séquence de polyadénylation. Tout au long de la transcription, le génome reste encapsidé car les protéines N se détachent au passage de la transcriptase pour ensuite se recoller. La traduction des protéines virales se fait au niveau des ribosomes cellulaires. La concentration de protéines N est plus importante que celle des autres protéines car le complexe polymérase a tendance à se détacher lors de la transcription et doit donc se fixer de nouveau au niveau du promoteur unique au début du génome.
Lorsque la concentration en protéine N est élevée, c’est l’activité réplicase de la protéine qui est activée. Ceci est dû au fait que les protéines N vont recouvrir le génome et masquer les interrupteurs à la protéine L et donc il y a production de brin positif du génome entier : c’est l’antigénome (ARN +). Ils sont recouverts par la protéine N et servent de matrice pour la production de nouveaux génomes viraux (ARN -).
Il y aura par la suite une transcription secondaire des nucléocapsides néoformées afin de produire des protéines G qui seront synthétisées dans réticulum endoplasmique et glycosylées dans le Golgi.

### Assemblage et libération
La protéine G est envoyée vers la membrane cytoplasmique grâce au transport vésiculaire. Quant à elle la protéine M se dépose sur la face interne de la membrane cytoplasmique où elle va interagir avec :
- les protéines G afin de diriger l’assemblage des spicules
- les nucléocapsides, seulement les brins négatifs, afin d’assurer leur bonne condensation sous la forme hélicoïdale

La dernière étape est le bourgeonnement des particules virales soit à travers la membrane plasmique soit à travers les membranes du réticulum endoplasmique ou du Golgi.

## Physiopathologie
Après avoir été inoculé, le virus commence par se multiplier à son point d’entrée dans le tissu musculaire. À ce niveau, il ne produit pas d’effet cytopathogénique c’est-à-dire qu'il ne cause pas de dégâts au tissu adjacent. Il pénètre par la suite les terminaisons nerveuses des neurones périphériques à partir desquels il se dirigera vers les corps cellulaires, grâce au transport rétrograde et toujours dans une vésicule d’endocytose, et s’y multiplie. Lorsqu’il atteint le cerveau il va se répliquer activement c’est à ce moment que l’individu infecté va présenter des troubles du comportement et de l’agressivité dus à l’atteinte du système limbique. Il est toujours hors de portée du système immunitaire ce qui est très problématique. Il finit par diffuser de façon centripète vers différent organes et tissus dont les glandes salivaires et les yeux.

## Traitement
Il ne s’agit ici pas d’un traitement curatif mais seulement d’un traitement préventif. Il s’agit d’un vaccin atténué obtenu en culture cellulaire. Il est administré chez une personne venant d’être contaminée afin de stimuler le système immunitaire et créer ainsi une protection avant que le virus n’atteigne le cerveau. Afin d’augmenter les chances de réussite on peut administrer en complément des immunoglobulines antirabiques d’origine équine ou bovine.